# اس‌ام‌اس هرتا
اس‌ام‌اس هرتا (به انگلیسی: SMS Hertha) یک کشتی بود که طول آن ۱۱۰٫۶ متر (۳۶۳ فوت) بود. این کشتی در سال ۱۸۹۷ ساخته شد.